# Livistona chinensis
Livistona chinensis también llamada palmera de abanico china es una planta con flor dentro del género Livistona de la familia de las palmeras (Arecaceae). Es una palmera enana muy cultivada en jardinería.

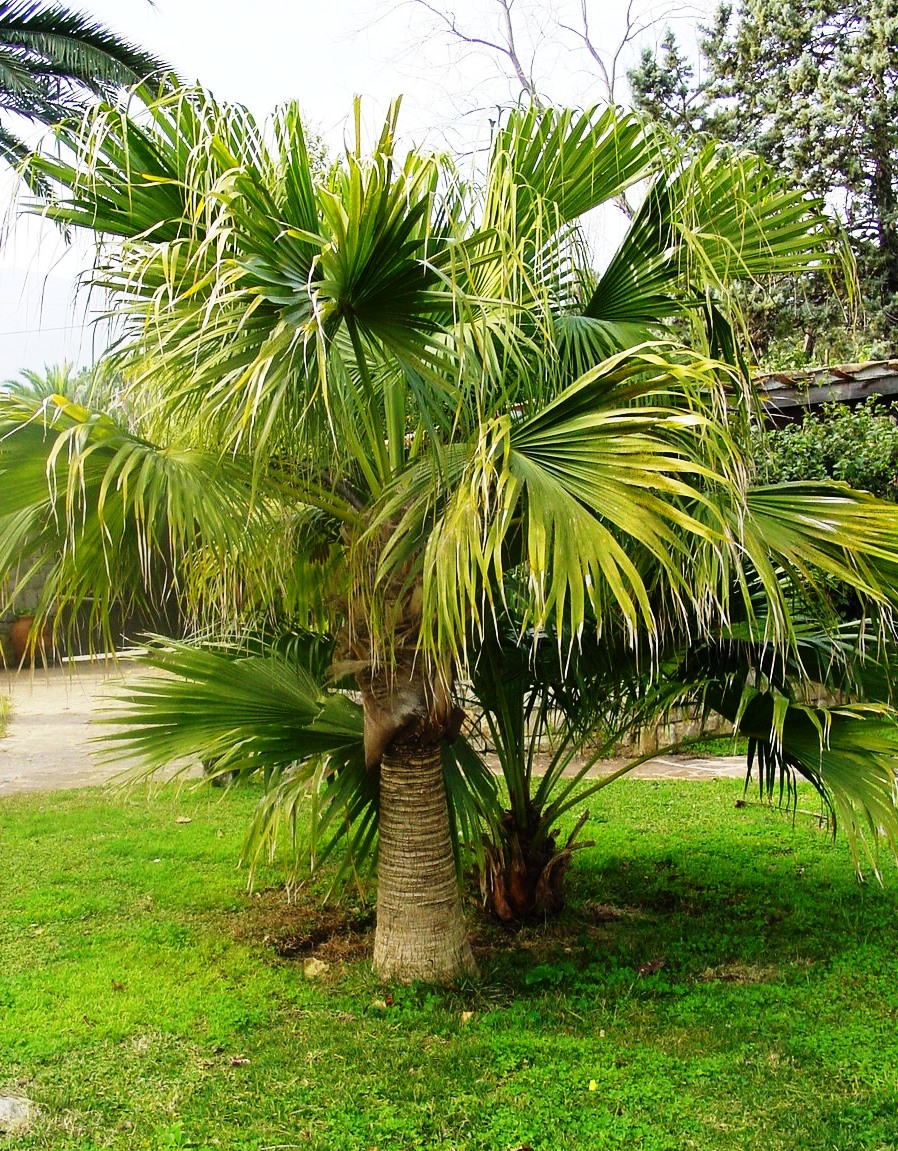

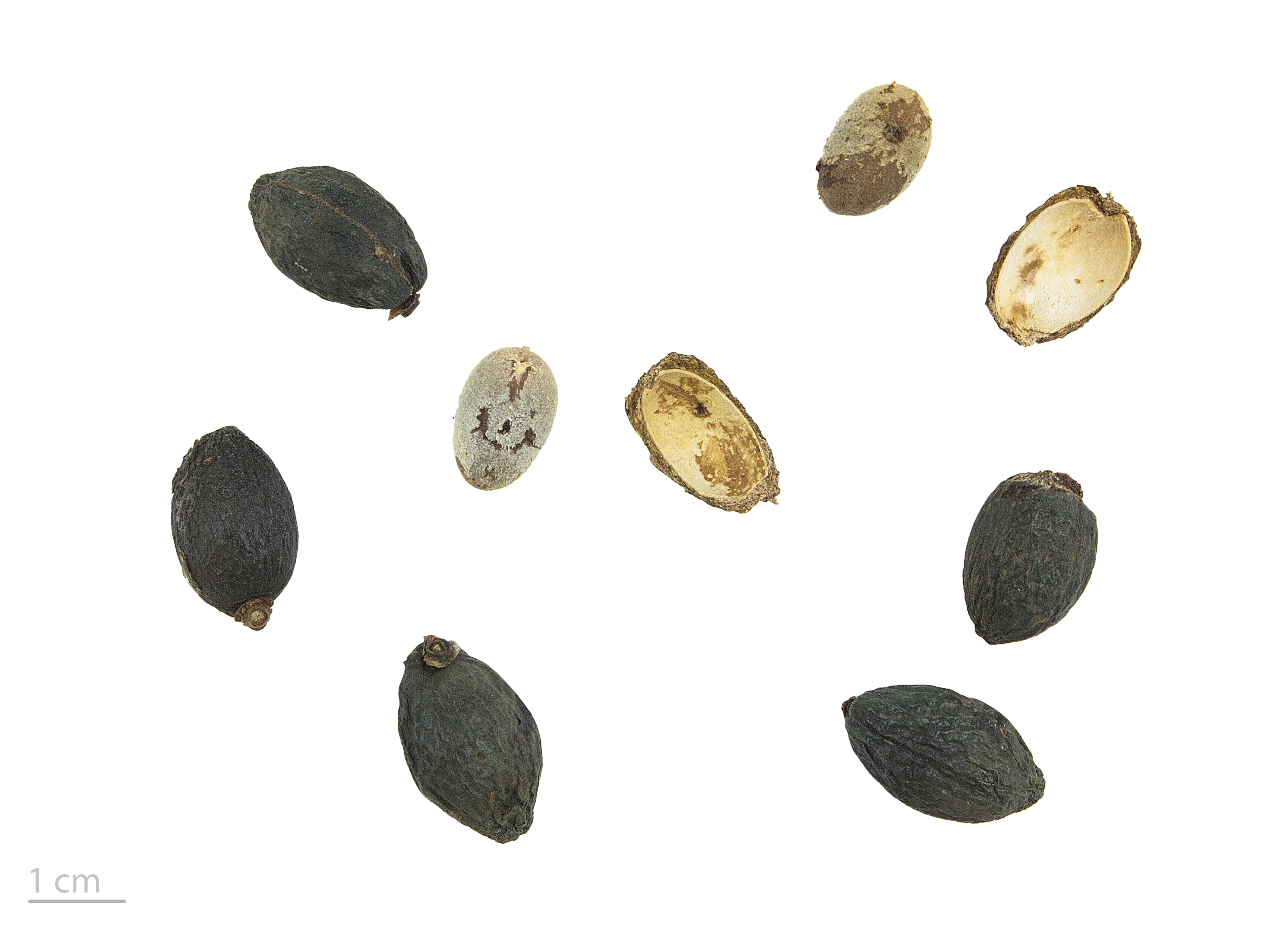
Livistona chinensis - MHNT

## Distribución
Se encuentra en Japón, islas Ryukyu y Taiwán. 

## Descripción
Palmera con estípite más o menos liso y algo anillado cerca de la corona que puede alcanzar de 5 a 9 m de altura y unos 20 a 30 cm de diámetro, ensanchándose gradualmente hacia la base. 
Hojas de los ejemplares adultos orbiculares, de 1 a 1'5 m de longitud, largos foliolos péndulos, nervadura central amarillenta y prominente, dándole un aspecto muy ornamental. Pecíolo de 1'5 m de longitud, de sección triangular, con dientes espinosos más marcados hacia la base.
Inflorescencia naciendo de entre las hojas, de 1'5 m de longitud, con flores de color amarillo crema. Fruto de esférico a ovoidal, de unos 2'5 cm de longitud y color verde azulado brillante.
Su crecimiento es lento, necesitando aproximadamente 10 años para alcanzar los 5 m de altura.

## Cultivo y usos
Se multiplica por semillas, que germinan en unos 70 días. 
Tolera relativamente el frío cuando es adulta, no así de joven. Requiere riegos moderados y exposición soleada o a media sombra. 
Se utiliza como planta de interior y planta de exterior en jardinería como árbol de porte reducido.

## Taxonomía
El género fue descrito por (R.Br.) Mart. y publicado en Historia Naturalis Palmarum 3: 240. 1838.
Etimología
Livistona: nombre genérico otorgado en honor de Patrick Murray, Barón Livingstone, quien construyó un jardín en su finca de Livingstone, al oeste de Edimburgo, Escocia, en la última parte del siglo XVII.
chinensis: epíteto geográfico que alude a su localización en China.
Sinonimia
- Latania chinensis Jacq. (1801).
- Saribus chinensis (Jacq.) Blume (1838).
- Chamaerops biroo Siebold ex Mart. (1838).
- Livistona mauritiana Wall. ex Mart. (1838), pro syn.
- Saribus oliviformis Hassk. (1842).
- Saribus subglobosus Hassk. (1842).
- Livistona sinensis Griff. (1850), orth. var.
- Livistona oliviformis (Hassk.) Mart. (1853).
- Livistona subglobosa (Hassk.) Mart. (1853).
- Livistona japonica Nakai ex Masam. (1929).[3]